# 2480 Papanov
2480 Papanov este un asteroid din centura principală, descoperit pe 16 decembrie 1976 de Liudmila Cernîh.